# Masaaki Ōsawa

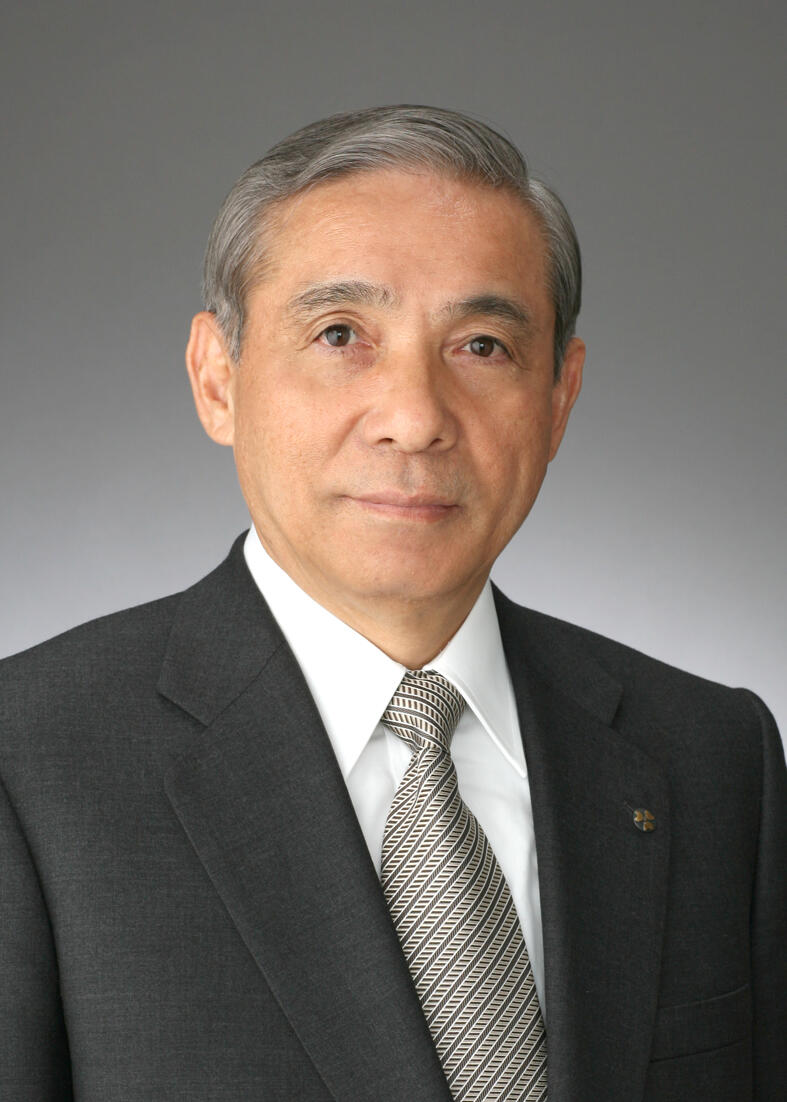
Masaaki Ōsawa

Masaaki Ōsawa (jap. 大澤 正明, Ōsawa Masaaki; * 21. Januar 1946 in Ojima, Landkreis Nitta (heute: Ōta), Präfektur Gunma) ist ein japanischer Politiker und war von 2007 bis 2019 Gouverneur von Gunma.

## Leben
Ōsawa, Absolvent der Keiō-Universität und der „Offiziersanwärterschule der Meeresselbstverteidigungsstreitkräfte“ (rikujō jieitai kambu kōhosei gakkō), arbeitete ab 1971 für das Bauunternehmen K.K. Ōsawa Kensetsu (大沢建設). Er gehörte nach 1983 für insgesamt zwei Amtsperioden dem Gemeinderat von Ojima an, ab 1991 war er für vier Amtszeiten Abgeordneter im Präfekturparlament Gunma für die Liberaldemokratische Partei (LDP) im Wahlkreis Nitta (zwei Mandate), wo er zuletzt 2003 ohne Abstimmung bestätigt wurde. Ab 2006 war er Präsident des Präfekturparlaments.
2007 kandidierte Ōsawa als LDP-Kandidat mit Unterstützung der Kōmeitō bei der Gouverneurswahl gegen den langjährigen Amtsinhaber Hiroyuki Kodera – ebenfalls ein ehemaliger LDP-Kandidat – und drei weitere Bewerber. Gunma gilt als „konservatives Königreich“ (hoshu ōkoku), also als LDP-Hochburg, und ist die Heimat der Politikerfamilien der Premierminister Nakasone, Obuchi und Fukuda – Fukudas Sohn Yasuo unterstützte Ōsawa im Wahlkampf. Ōsawa erhielt 305.354 Stimmen und konnte Kodera (292.553 Stimmen) knapp schlagen. Er trat sein Amt am 28. Juli 2007 an.
Als Gouverneur kritisierte Ōsawa 2009 die Entscheidung der neuen Regierung in Tokio unter Yukio Hatoyama, den seit Jahrzehnten geplanten Yamba-Damm am Agatsuma nicht zu bauen. Bei den Gouverneurswahlen 2011 und 2015 wurde Ōsawa mit Zweidrittelmehrheiten für zwei weitere Amtszeiten wiedergewählt. Wie er schon 2018 ankündigte, kandidierte er im Juli 2019 nicht mehr für eine vierte Amtszeit; zu seinem Nachfolger wurde Ichita Yamamoto gewählt, vorher LDP-Senator für Gunma.